# Бик, Марсель
Барон Марсель Бик (фр. Marcel Bich; французское произношение: [bik]; 29 июля 1914, Турин, Италия — 30 мая 1994, Париж, Франция) — французско-итальянский предприниматель. Основатель компании Bic, мирового лидера по производству одноразовых шариковых ручек.

## Образование
Марсель Бик родился 29 июля 1914 года в Турине во франкоязычной семье из Шатийона, и начал своё обучение. Мать Марселя - Мари Мюффа де Сент-Амур де Шана (фр. Marie Muffat de Saint-Amour de Chanaz; 1886–1967). Отец, Эме́ (фр. Aimé), был гражданским инженером и постоянно путешествовал вместе с сыном. После переезда семьи сначала в Испанию, а потом во Францию, Марсель два года провёл в Мадриде в «Лицее Франсез». Среднее образование Марсель Бик завершил в Доминиканской школе в Бордо во Франции.
В 1932 году Марсель Бик получил французское гражданство и начал учёбу в колледже «Лицей Карно», где изучал математику и философию. В 1939 году Бик получил диплом юриста.

## Бизнес
После окончания колледжа «Лицей Карно» Марсель Бик устроился в машиностроительную компанию менеджером по продукции, а после работал исполнительным менеджером по продажам в компании по производству авторучек «Стефенс». После окончания второй мировой войны в 1945 году Марсель Бик и Эдуард Буффард организовали производство стержней для шариковых ручек. Вплоть до 1949 года Бик занимался доработкой своей собственной одноразовой шариковой ручки, выпустив первый образец в 1950 году.
Впервые одноразовая шариковая ручка Bic Cristal была представлена в 1953 году и стоила 23 цента, а уже к середине 1960-х годов компания Бика BIC производила более миллиарда ручек в год по цене 10 центов.

В 1957 году Бик купил шведскую фирму «Бэллограф» и вышел на американский рынок. В 1958 году Бик приобрёл американскую компанию «Уотермен Пен» и закрепился на американском рынке.
Также компания Bic знаменита одноразовыми бритвами, которые впервые были выпущены в 1976 году. В 1993 году компания Bic декларировала доход от всемирных продаж более 1 миллиарда долларов США и 70 миллионов чистого дохода.

## Личная жизнь
Марсель Бик избегал интервью и не любил фотографироваться. Участвовал в регате «Кубок Америки». У Бика десять детей от двух браков и двух любовниц.